# AI-полная задача
AI-полная задача, по аналогии с NP-полным классом задач в теории сложности, — проблема, решение которой предполагает создание «сильного AI», то есть решения главной проблемы искусственного интеллекта: сделать компьютеры такими же умными, как люди. Иначе говоря, решение любой AI-полной проблемы требует создания «действительно мыслящего» агента. В отличие от строгого понятия NP-полноты, AI-полнота используется как неформальный термин.
При определении задачи как AI-полной, подразумевается, что она не может быть решена простым алгоритмом, таким, например, какой использовался в «Элизе». Примерами AI-полных задач можно считать компьютерное зрение, понимание естественного языка, прохождение теста Тьюринга. Эти задачи легко решаются человеком (некоторые даже описаны в терминах человеческого поведения), но любая из них, по сути, представляет собой сложнейшую систему отношений человеческих понятий. Некоторые компьютерные системы могут решать сильно упрощённые вариации этих задач, но в полной мере они пока не могут быть решены.